# 兔耳袋狸属
兔耳袋狸屬（Macrotis, 兔耳袋狸），哺乳綱的一屬，而與兔耳袋狸屬（兔耳袋狸）同科的動物尚有袋狸屬（帶袋狸）、短鼻袋狸屬（短鼻袋狸）、豚足袋狸屬（豚足袋狸）等之數種哺乳動物。